# João Eleutério
João Eleutério é um músico e compositor português, membro da banda portuguesa Cindy Kat e BCN e ex-Comboio Fantasma.

## Biografia
João Miguel de Silveira Machado Eleutério, nasceu em Oeiras a 18 de Setembro de 1982. Completou o 5º ano no curso de Piano e Formação Musical da Escola de Música do Conservatório Nacional onde foi acompanhado pelo professor José Bon de Sousa.
Em conjunto com Paulo Abelho (Sétima Legião, Golpe de Estado, BCN), tem composto bandas sonoras para teatro, cinema e outros eventos culturais e participado em parcerias com outros artistas.
É co-fundador da banda Cindy Kat em conjunto com Paulo Abelho (Sétima Legião) e Pedro Oliveira (Sétima Legião), vocalista do antigo grupo português.
É co-fundador em conjunto com Paulo Abelho do estúdio de gravação e pós – produção, Armazém 42, onde ensaia e desenvolve os seus projectos musicais.
Em 2007, na XIV Gala dos Globos de Ouro é um dos 4 nomeados (com a banda Cindy Kat), na categoria "Melhor Revelação do Ano" 2006 (Álbum dos Cindy Kat - Volume 1)
Em estúdio tem trabalhado com alguns nomes importantes da música nacional, tais como José Mário Branco, Rodrigo Leão, Mafalda Arnauth, Quinteto Tati, Rádio Macau, Adriana Calcanhotto, entre outros.
Em 2011, integra a equipa de músicos que acompanham os concertos de Rodrigo Leão, com a apresentação do CD Montanha Mágica.

## Trabalhos

### Discografia
- 2000 - CD Queluz está a arder - Comboio fantasma - (Queluz, FlorCaveira 2000)[4]
- 2001 - CD Lutero e Variações - Comboio Fantasma - (Queluz, FlorCaveira, 2000))[5]
- 2001 - CD Advertisement for blinds - Self-Polluted Noise - (Edição de autor)
- 2002 - CD Guel, Guillul e o Comboio Fantasma - Comboio fantasma - (Queluz, FlorCaveira, 2002)
- 2003 - CD O caminho ferroviário estreito de Samuel Úria, (Queluz, FlorCaveira, 2003)[6]
- 2005 - CD Samuel Uria & Velhas Glórias - (Queluz, FlorCaveira, 2005)
- 2005 - CD A Morte de Romeu e Julieta - Cindy Kat - (Lisboa, Armazém 42, 2005)
- 2006 - CD Volume 1 - Cindy Kat - (Lisboa, Universal Music Portugal, 2006)[7]
- 2014 - CD Cindy Kat - Cindy Kat [8] ( Lisboa, 2014)

### Colectâneas
- 2003 - CD Tócandar - Participação num tema com Paulo Abelho - (OCV- Muzika)
- 2003 - CD Frágil 21 - Vários artistas -(Sony Music, Portugal, 2003)- Tema: Spindown (15)- BCN[9]
- 2005 - CD Angel of Ashes, Tribute to Scott Walker - BCN - (Lisboa, Transformadores, 2005)
- 2007 - CD Adriano aqui e agora, tributo - (Lisboa, Moviplay, 2007)[10]
- 2007 - CD Lisboa - Various - (Lisboa Records) Temas: Magnífica Luz (1); A Ponte (2); You Are Well came to Elsinore(12)[carece de fontes?]

### Participações especiais
- 2002 - CD Fados para o Apocalipse contra a Babilónia, (Queluz, FlorCaveira, 2002)[11] - ( Reco-Reco e Tambor)
- 2009 - CD A Mãe de Rodrigo Leão - (guitarra eléctrica, metalofone e percussão)
- 2010 - CD V (Queluz, FlorCaveira, 2010) ( órgão e piano)[12]
- 2011 - CD A Montanha Mágica de Rodrigo Leão - (Guitarra) )[13]

### Teatro
Bandas sonoras (co-autoria com Paulo abelho)
- 2003 - O Romance da Raposa[14] de Aquino Ribeiro, Teatro Municipal São Luiz, encenação de António Pires.
- 2005 - Os Lusiadas rumo ao Oriente,[15] Teatro Nacional D.Maria II, encenação de António Pires.
- 2005 - A morte de Romeu e Julieta, Teatro Bairro Alto, encenação de António Pires.
- 2006 – Avalanche da autoria de Ana Bola, Teatro Villaret, encenação de António Pires
- 2007 – Moby Dick, Teatro São Luiz, encenação de António Pires.
- 2007 -  Say it With Flowers,[16] Teatro de Faro, encenação de António Pires.
- 2009 -  Romancero Gitano,[17] Ruínas do Carmo, encenação de António Pires.
- 2010 - A Paixão de S. Julião Hospitaleiro,[18] Teatro São Luiz, encenação de António Pires.

### Cinema
- 2006 - Banda Sonora em co-autoria com Paulo Abelho - A Baleia Branca - Uma Ideia de Deus, Documentário de 50’, vídeo digital sobre uma encenação do Moby Dick de Melville de João Botelho
- 2010 - Co-autoria com Paulo Abelho do fado " Serei sempre da Rua dos Douradores" - filme do Desassossego de João Botelho.
- 2013 - Autoria de 1 faixa da banda sonora [19] - Filme O Mordomo (The Butler) de Lee Daniels

### Moda
- 2010 - Música do Short-Filme Dr Henry e Mr Hyde – Colecção de Os Burgueses Outono-Inverno 2010.
- 2011 - Música de desfile Os Burgueses - ModaLisboa - Coleccção Outono-Inverno 2011 e Primavera-Verão 2012